# Chaetolixophaga laspeyresiae
Chaetolixophaga laspeyresiae là một loài ruồi trong họ Tachinidae.